# Lamma Island
Lamma Island (chinesisch 南丫島 / 南丫岛, Pinyin Nányā Dǎo, Jyutping Naam4aa1 Dou2), historisch als Po Liu Chau (舶寮洲,  Bóliáo Zhōu, Jyutping Bok6liu4 Zau2, später 博寮洲,  Bóliáo Zhōu, Jyutping Bok6liu4 Zau2, kurz 博寮) bekannt, ist die viertgrößte Insel in Hongkong und Teil des Islands Districts südwestlich von Hong Kong Island.
Im Gegensatz zu Hong Kong Island und Kowloon ist Lamma Island ruhig, beschaulich und relativ naturbelassen. Die Insel Lamma hat ca. 6014 Einwohner auf einer Fläche von 13,55 km² (Stand 2016). Die Grundstücks- und Immobilienpreise bzw. Mietpreise sind im Vergleich zu Hongkong allgemein niedriger. Es ist verboten, Gebäude mit mehr als drei Geschossen zu bauen. Allerdings plant die Regierung in Zukunft private Wohnsiedlungen sowie Hotel mit Erholungseinrichtung zur Stärkung des Tourismus zu bauen und vereinzelt dichtere Bebauung auf der Insel zuzulassen.

## Bevölkerung
Neben einheimischen Bewohnern mit vielen jungen Leuten, Künstlern gibt es wenige ausländische Bewohner. Die Einwohnerzahl der Insel beträgt nach dem Zensus 2016 6014 Einwohner. Aufgrund der geplanten Entwicklung durch die Hongkonger Regierung erwartet man künftig etwa eine Verdoppelung der Einwohnerzahl der Insel auf circa 11.000 Einwohner.

## Verkehr
Die Insel ist weitgehend autofrei, lediglich die Feuerwehr, Rettungsdienste und kommunale Verwaltung benutzen Kraftfahrzeuge. Es gibt regelmäßigen Verbindung mit der Fähre von den Piers in Central und Aberdeen zu verschiedenen Orten auf der Insel, beispielsweise von Central nach Yung Shue Wan (榕樹灣 – „Lorbeerfeigen-Bucht“) sowie von Aberdeen nach Sok Kwu Wan (索罟灣 – „Tross-Netz-Bucht, Seil-Netz-Bucht“), in nicht chinesischen Texten manchmal auch englisch Picnic Bay genannt. Die Fahrten mit der Fähre ins Geschäfts- und Handelszentrum der Stadt – Central District – auf Hong Kong Island dauert je nach Verbindung etwa 30 Minuten.

## Geografie
Die Insel Lamma liegt im Südwesten von der Insel Hongkong. Yung Shue Wan – „Lorbeerfeigen-Bucht“ – liegt im nördlichen Teil der am meisten bevölkerte Gegend der Insel. Vor einigen Jahrzehnten befand sich hier das Zentrum für die Fabrikation von Kunststoffen. Die Fertigungsstätten sind mittlerweile durch Gastronomiebetriebe – insbesondere für Meeresfrüchte, Händler u. Ä. ersetzt worden. Die Gegend ist heute bei jungen Menschen und Auswanderern beliebt.

### Orte auf Lamma Island (Auswahl)
- Tung O
- Yung Shue Ha
- Mo Tat Wan
- Sham Wan
- Sok Kwu Wan (Picnic Bay)
- Yung Shue Wan

## Wirtschaft

### Tourismus
Die Tourismusbranche ist neben der Kraftwerksindustrie heute die einzige nennenswerte Einnahmequellen der Inselbewohner. Der Tourismus ist der wichtigste Wirtschaftszweig der Insel. Die Besucher der Insel stärkt dabei die kleinen Gaststätten, Spezialitätenläden, Souvenierläden und Herberge der Insel mit einzeln vermietbaren Gasthäuser und -zimmer. Ein Großteil der Gästen aus nah und fern bestehen meist aus Tages- und Ausflugsgästen sowie Kurzurlauber.

### Energie
Auf der Insel befindet sich Hongkongs zweitstärktes Kraftwerk mit 3617 MW Nennleistung – die Lamma Power Station und die erste Windkraftanlage Hongkongs mit 800 kW Nennleistung (etwa 100 kW im Jahresdurchschnitt) – die Lamma Winds. Am Kraftwerk selbst ist eine Solaranlage mit 1 MW Nennleistung installiert. Das von der Hongkong Electric Company (heute Power Assets Holdings Limited) betriebenes Kraftwerk bei Po Lo Tsui (波羅咀 – „Ananas-Landspitze“) ist ein konventionell fossiles Gas-, Kohle- und Ölkraftwerk. Es existiert seit 1978 und wird seit 1982 kontinuierlich ausgebaut. Die Anlage dient hauptsächlich der Energieversorgung von Hong Kong Island und Ap Lei Chau. Das an der Ostküste der Insel stehende Kraftwerk steht im großen Kontrast zu der ansonsten sehr naturbelassenen Insel.

## Archäologie
Archäologische Ausgrabungen aus den 1970er-Jahren belegen eine menschliche Besiedlung seit der Jungsteinzeit von 3800–3000 vor Christus sowie Artefakte aus der Ming- bzw. Qing-Dynastie.

## Traditionelle Feste
Die Tin-Hau-Tempel sind typische religiöse Stätten in den historisch von Fischer bewohnten Küstengegenden Hongkongs, Chinas und andere südostasiatische Küstenregionen mit chinesischen Einwohnern. Man glaubt, Tin Hau, eine daoistische Göttin, die von Bewohner der Küstenregion oft als „Schutzheilige des Meeres“ verehrt wird, soll für gutes Wetter und volle Netze der Fischer bzw. Seefahrern sorgen. Es gibt zwei Tin Hau-Tempel auf der Insel, jeweils einen in Yung Shue Wan und einen in Sok Kwu Wan, die alle beide 1826 erbaut worden sind.
Das traditionelle Tin-Hau-Festival (天后寶誕 – „Feier zur Geburt der Gottheit Tin-Hau“), das jedes Jahr am 23. des 3. Monats im Mondkalender stattfindet, wird von den Einheimischen bzw. den Fischern der Lamma Island gefeiert.

## Planung und Entwicklung
Die Hongkonger Regierung strebt seit 2012 an der Küste nördlich von Sok Kwu Wan eine Wohn- und Erholungsanlage zu entwickeln, um so den ökonomischen Tourismussektor der Insel zu fördern und die Zahl der erholungssuchenden Gäste zu erhöhen. Auf der etwa 20 Hektar große Fläche des ehemaligen Steinbruchgeländes der Insel soll Wohnbebauung „mittlerer Dichte“ mit gemischten privaten und öffentlich geförderten Nutzung entstehen. Es soll eine Hotelanlage mit etwa 260 Zimmer und Einrichtung für Wassersport, Freizeit und Erholung gebaut werden. Auf dem Küstengelände soll Bauten für Geschäfte, Verwaltung und öffentliche Grünanlagen zur Naherholung entstehen. Die Einwohnerzahl der Insel würde dadurch deutlich erhöht bzw. verdoppelt werdet werden.

## Diverse
- Der international bekannte Hongkonger Schauspieler Chow Yun-Fat wuchs auf Lamma Island in einfachen Verhältnissen auf.
- Lamma Island ist ein Handlungsort der Romane Das Flüstern der Schatten und Drachenspiele von Jan-Philipp Sendker.
- Im Süden der Insel gibt es einen Niststrand der gefährdeten Grünen Meeresschildkröte.[21][22]
- Im Jahre 1952 entdeckte der britische Zoologe John Romer (1920–1982) in einer Höhle auf Lamma Island eine endemische Froschart Hongkongs – Trivialname „Romerscher Baumfrosch“ (Liuixalus romeri, Syn. Chirixalus romeri). Seit 1953 ist die Höhle durch einen Einsturz verschüttet. Die ausgestorben geglaubte Froschart wurde 1984, zwei Jahre nach Romers Tod in Hongkong wiederentdeckt und steht auf der roten Liste der gefährdeter Arten.[23][24][25][26][27]

## Galerie

Natur
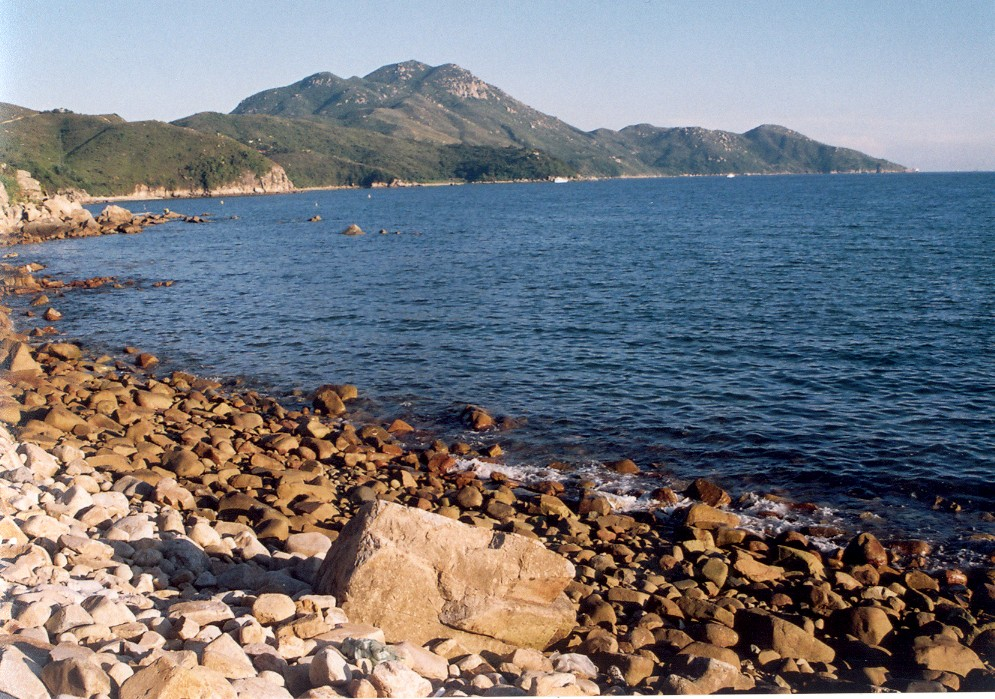
Sham Wan – 深灣[28] – Südküste, 2006
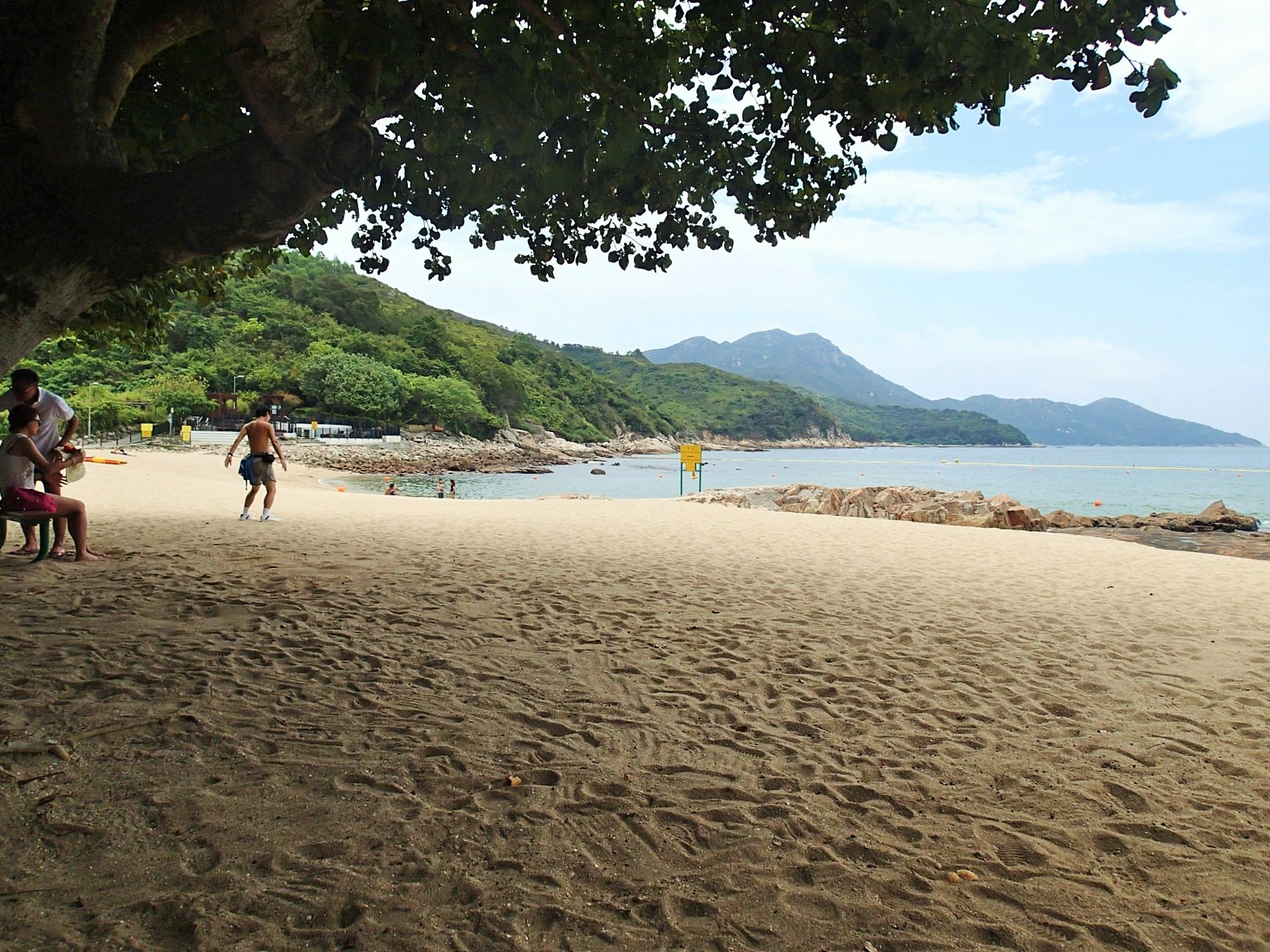
Strand – Lamma Island, 2015
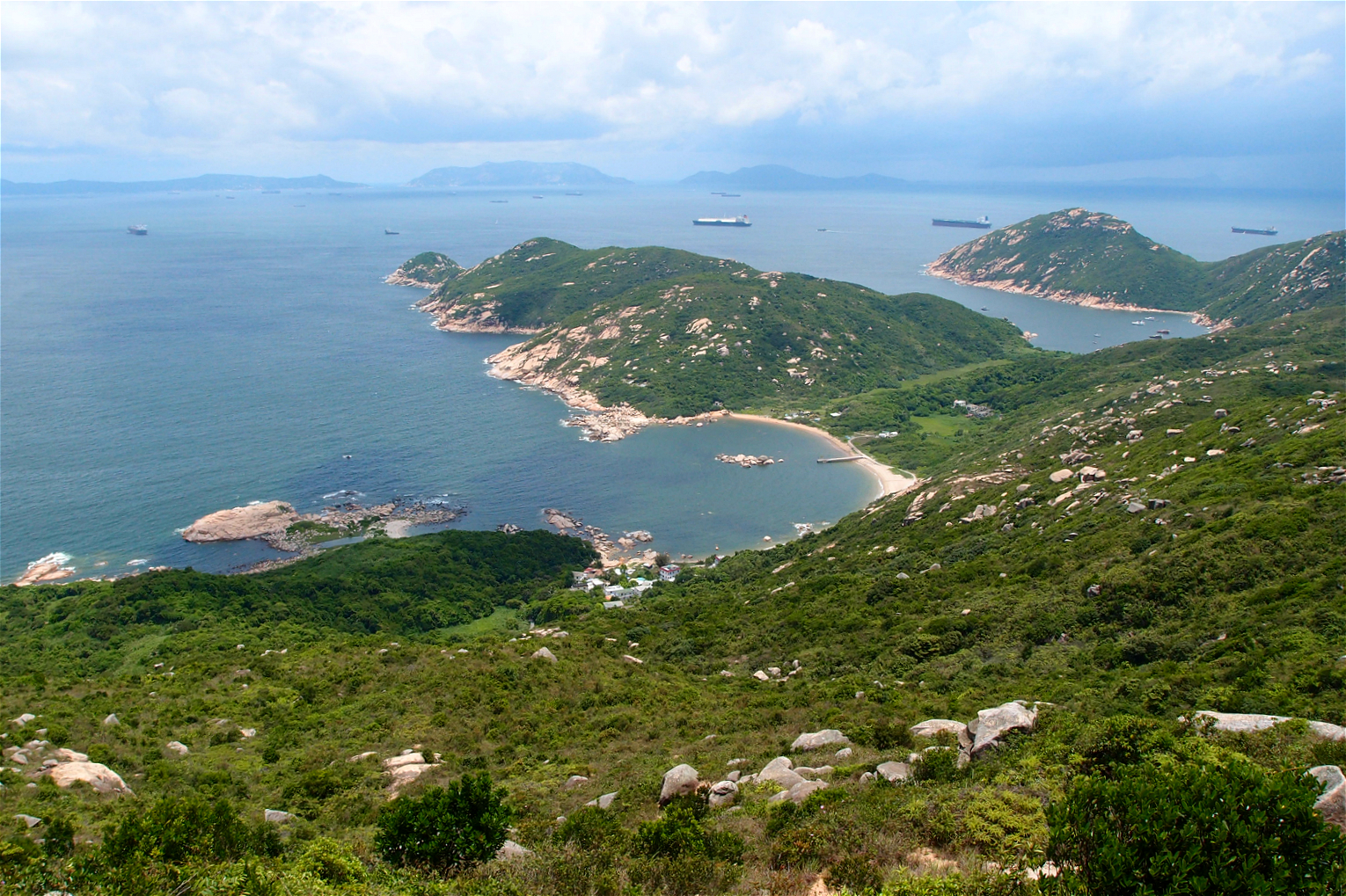
Sham Wan – Ling Kok Shan – 菱角山[29], 2015
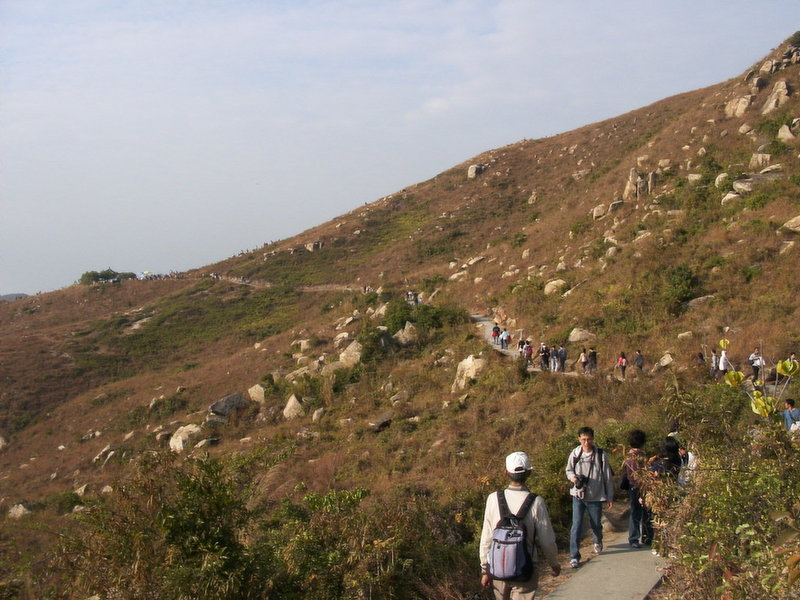
„Lamma Island Family Trail“ – 南丫島家樂徑[30], 2006
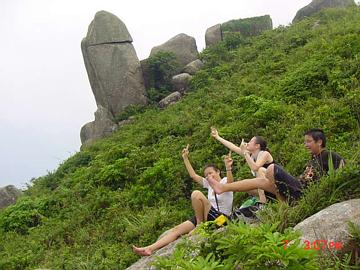
Felsformation nahe Mt. Stenhouse – 山地塘[4], 2006
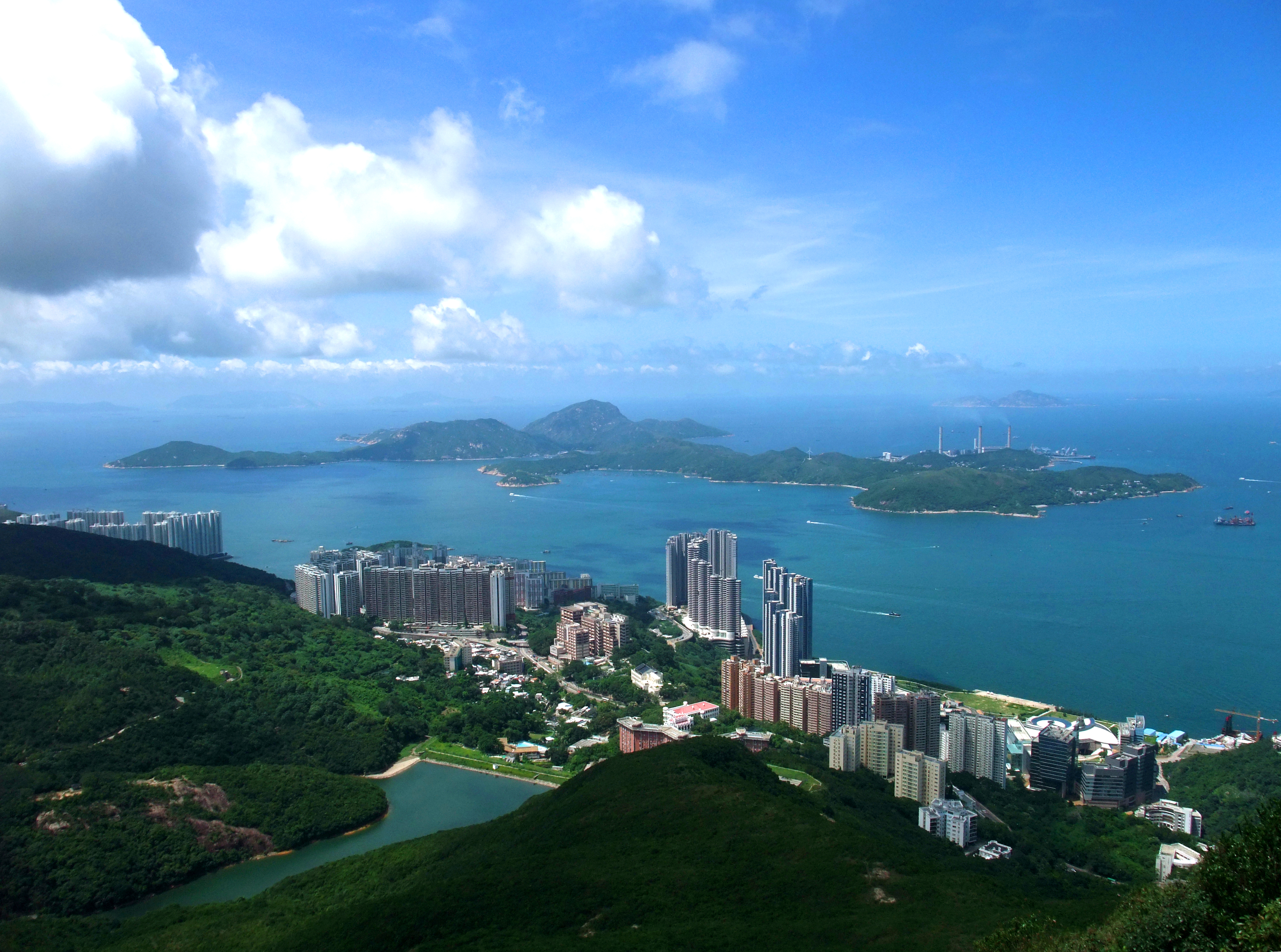
Panorama von Pok Fu Lam auf Lo Tik Wan – 蘆荻灣[31], 2009

Dorf
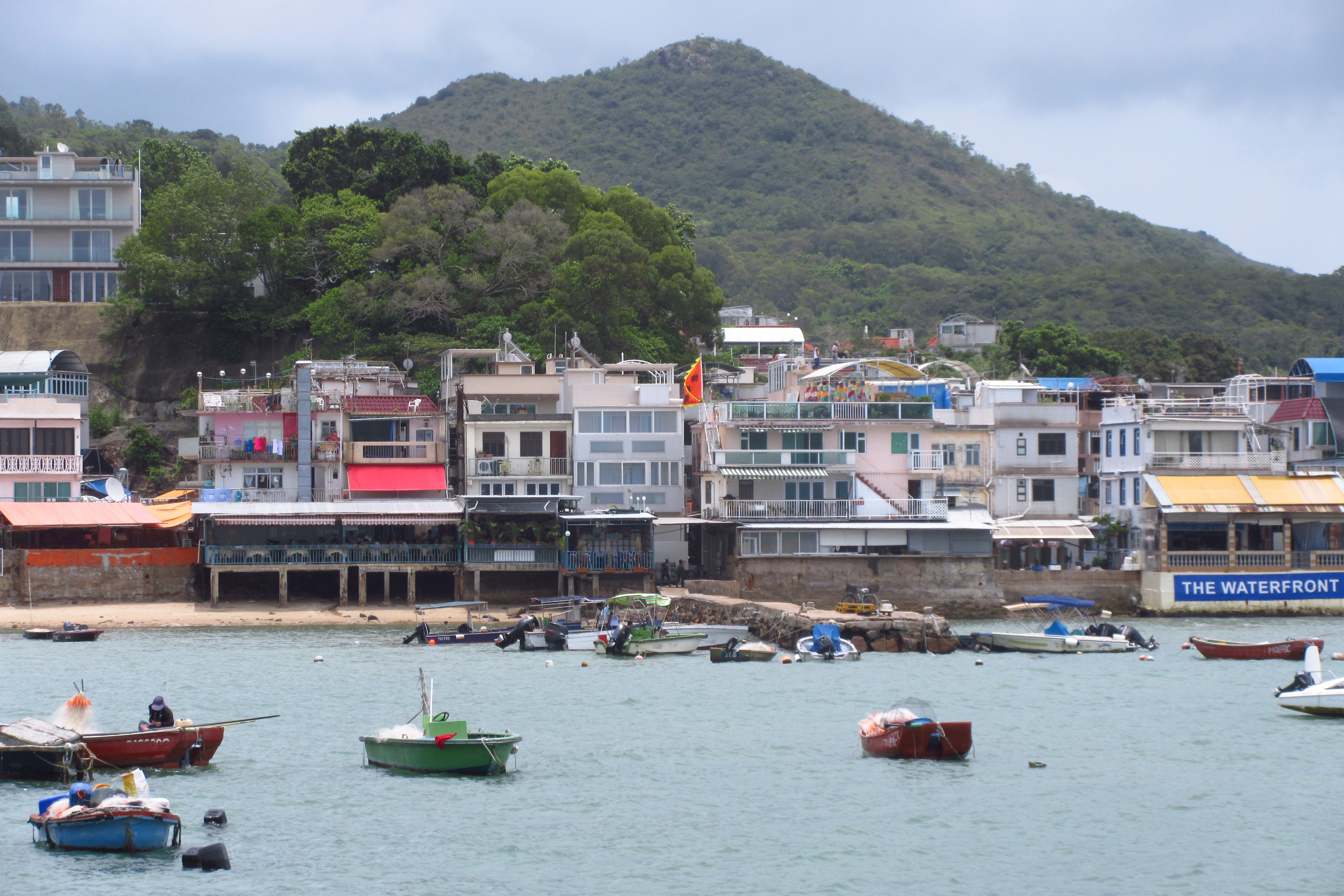
Yung Shue Wan – 榕樹灣[1] – Pier, 2018
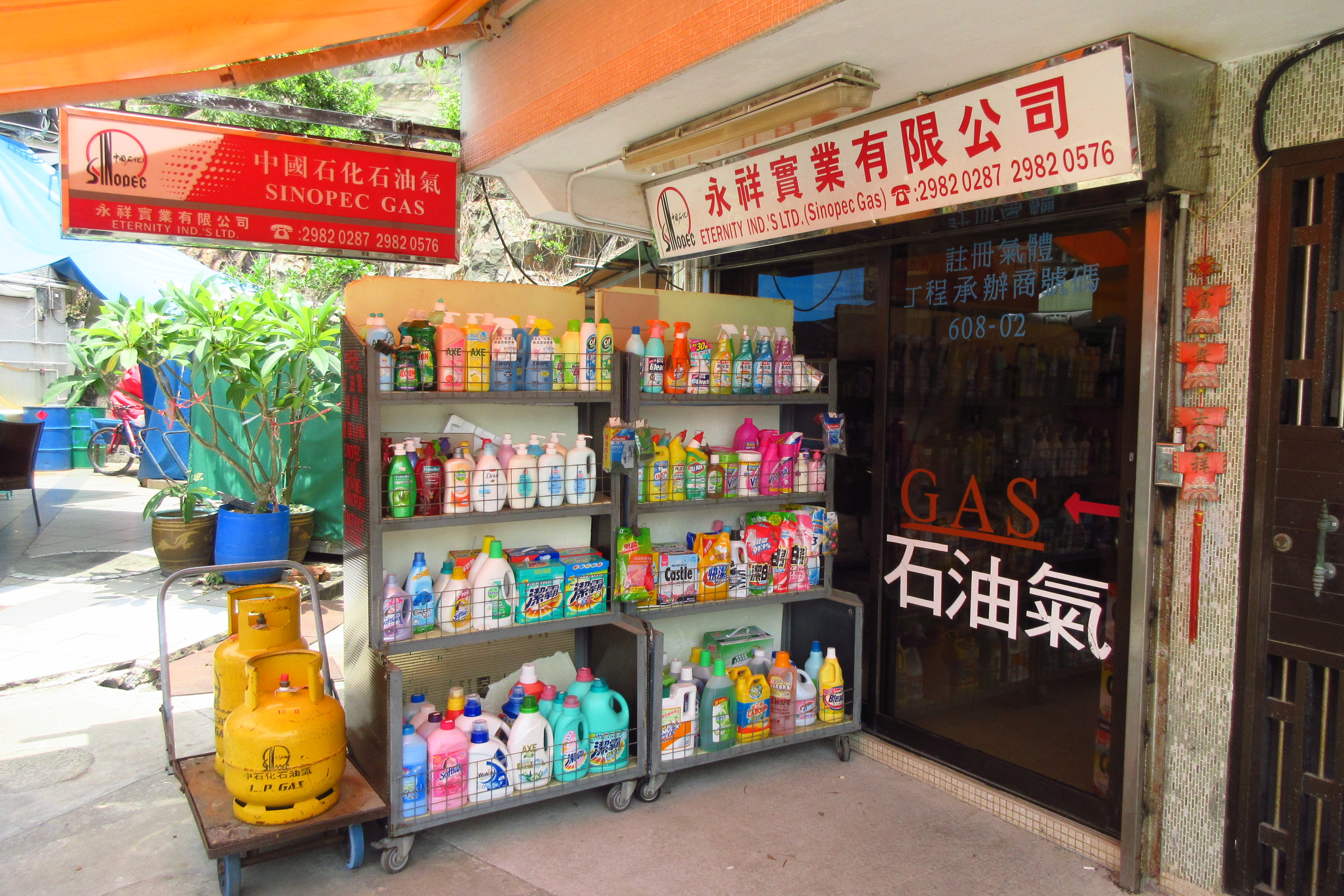
Tante-Emma-Laden – Main Street, 2018
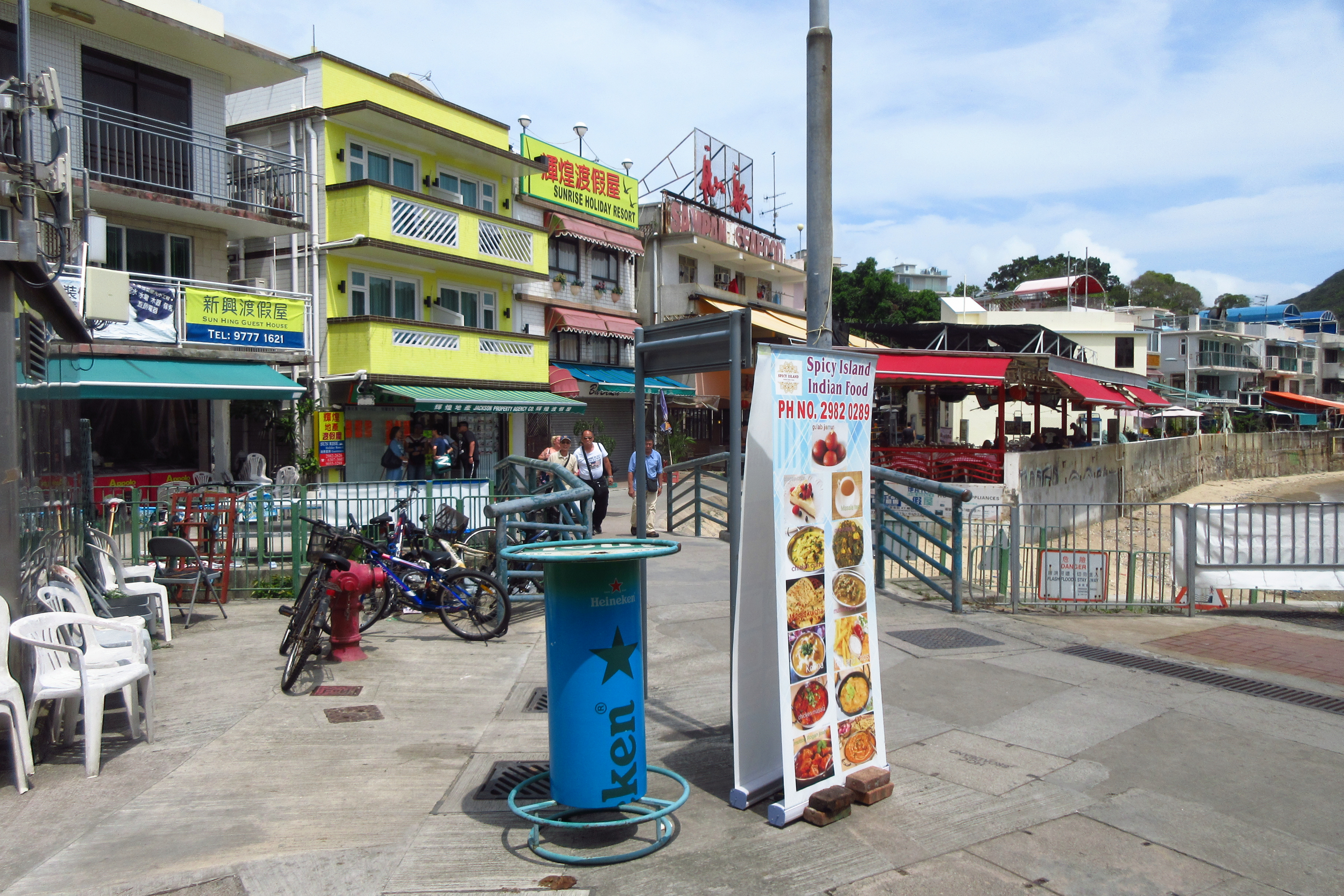
„Main Street“ – 大街[32] – Yung Shue Wan, 2009
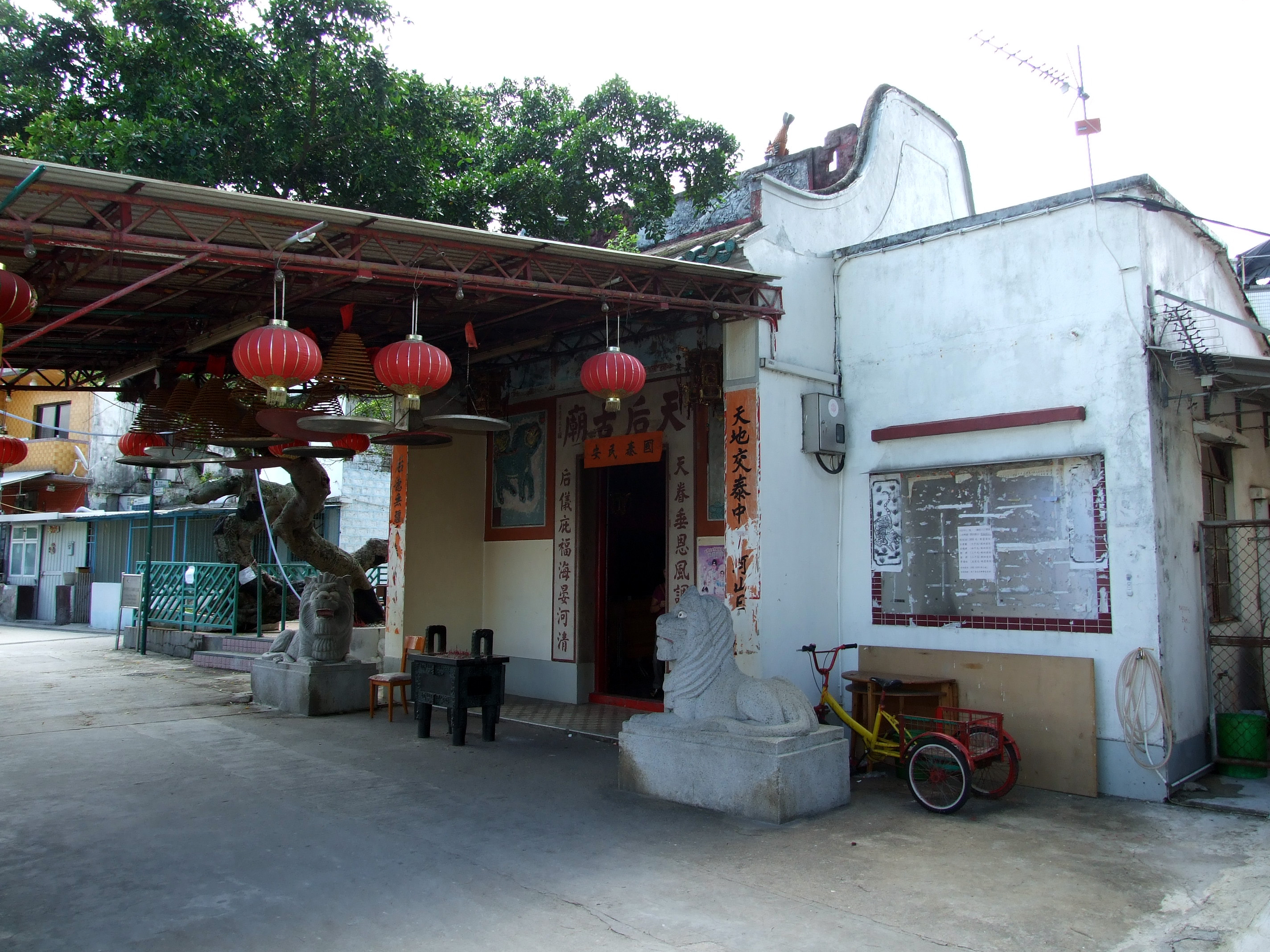
Tin Hau Tempel – Yung Shue Wan, 2011
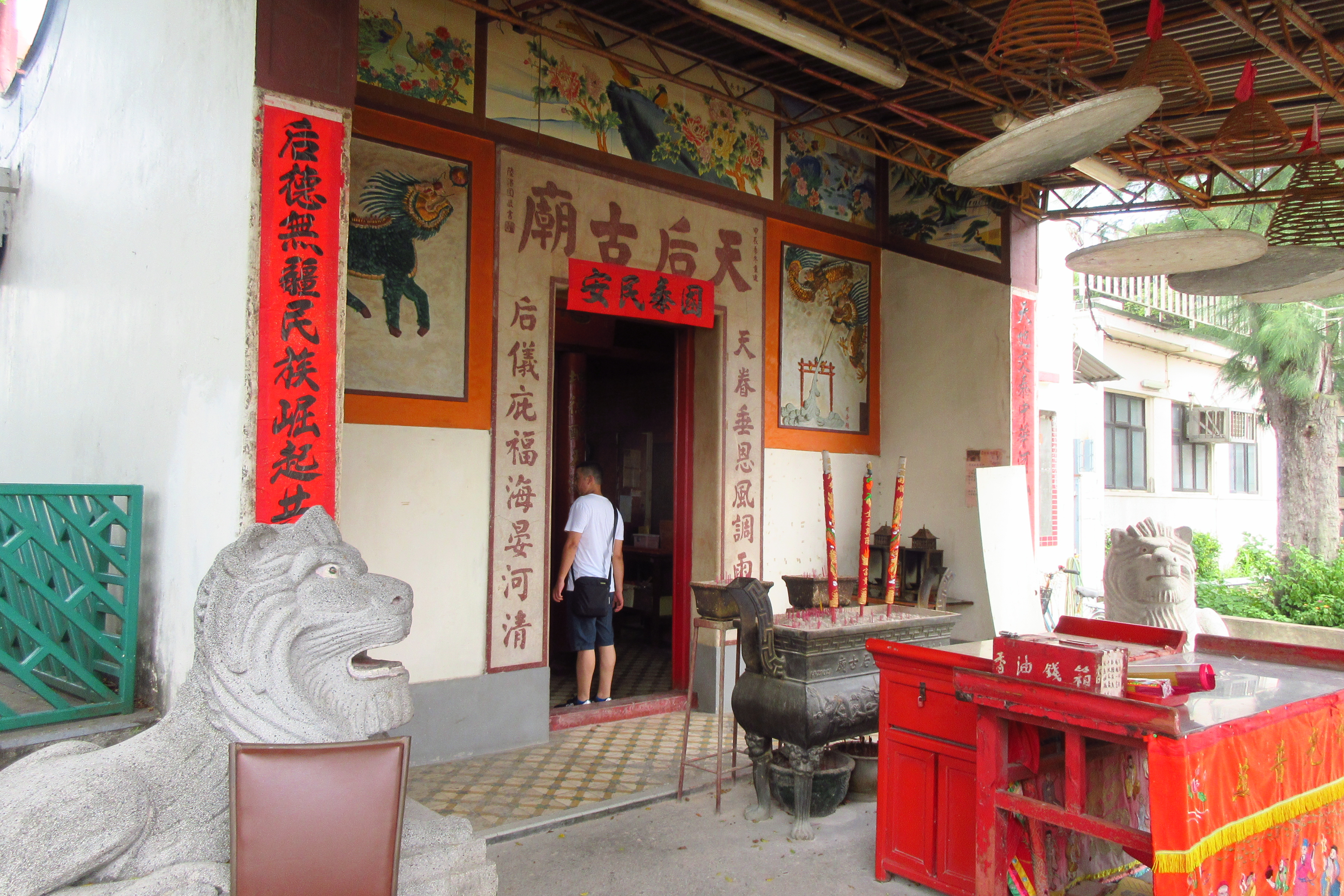
Tin Hau Tempel – Yung Shue Wan, 2018
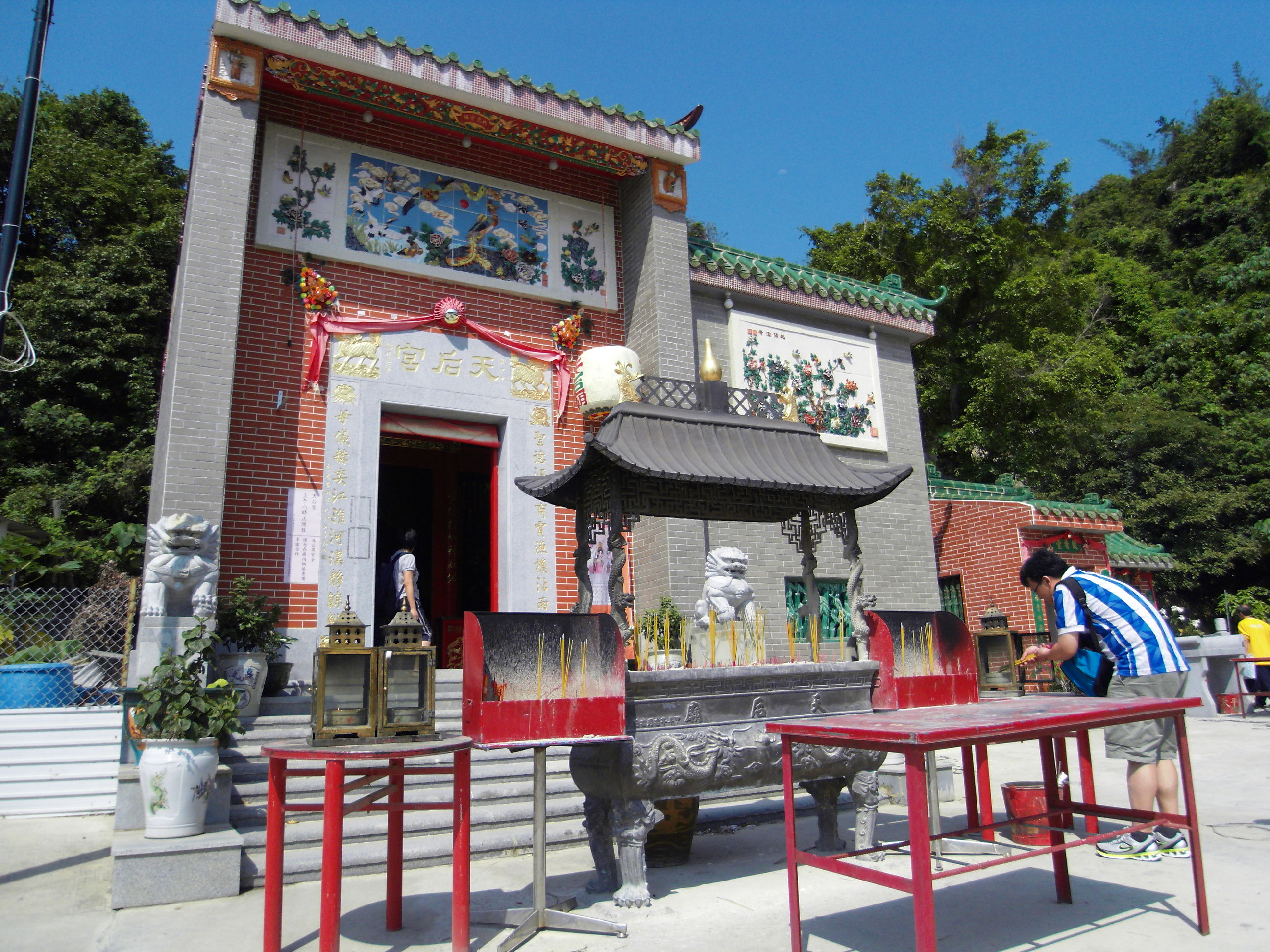
Tin Hau Tempel – Sok Kwu Wan, 2018

Industrie
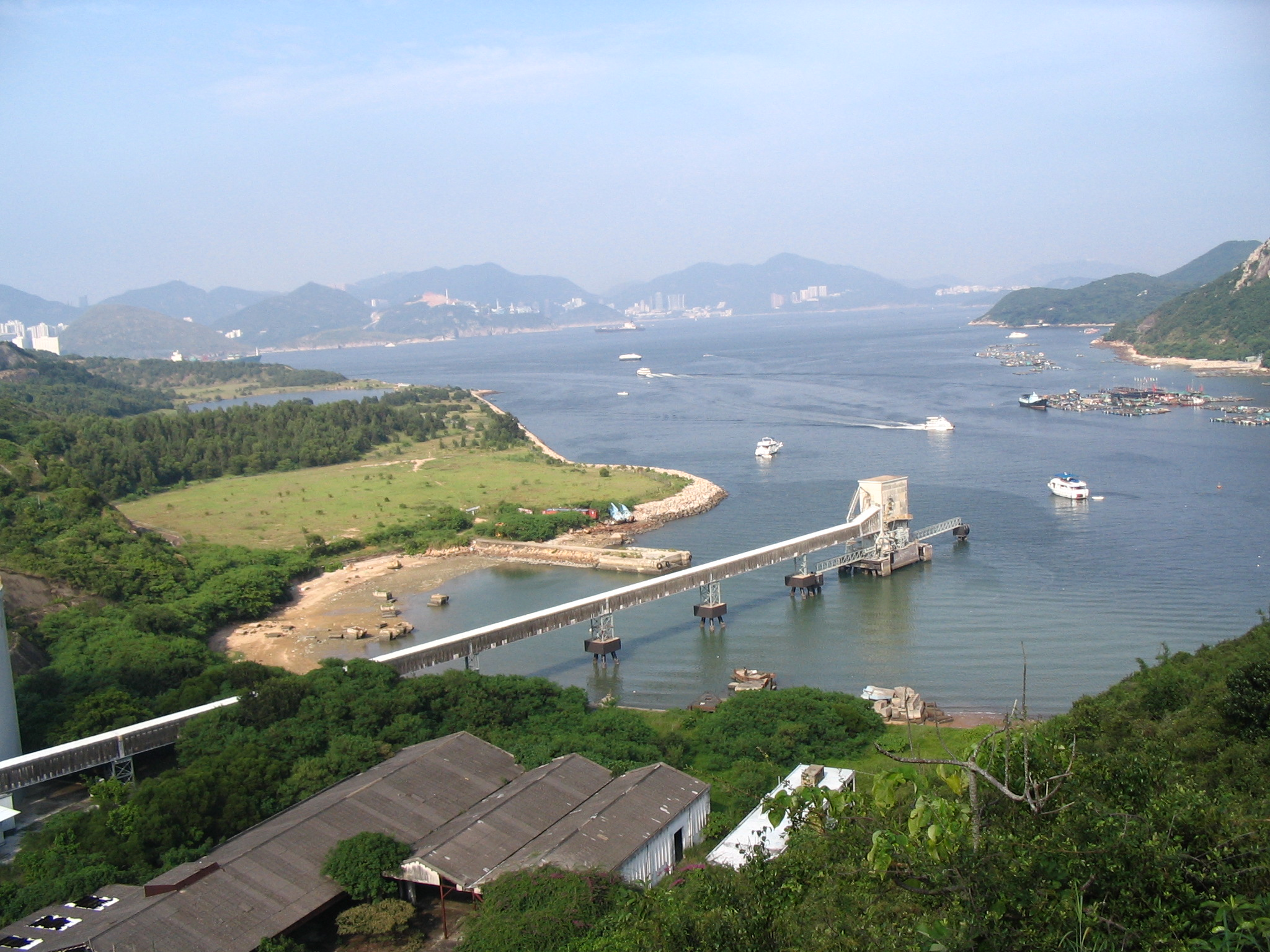
Altes Zementwerk, Sok Kwu Wan 2007
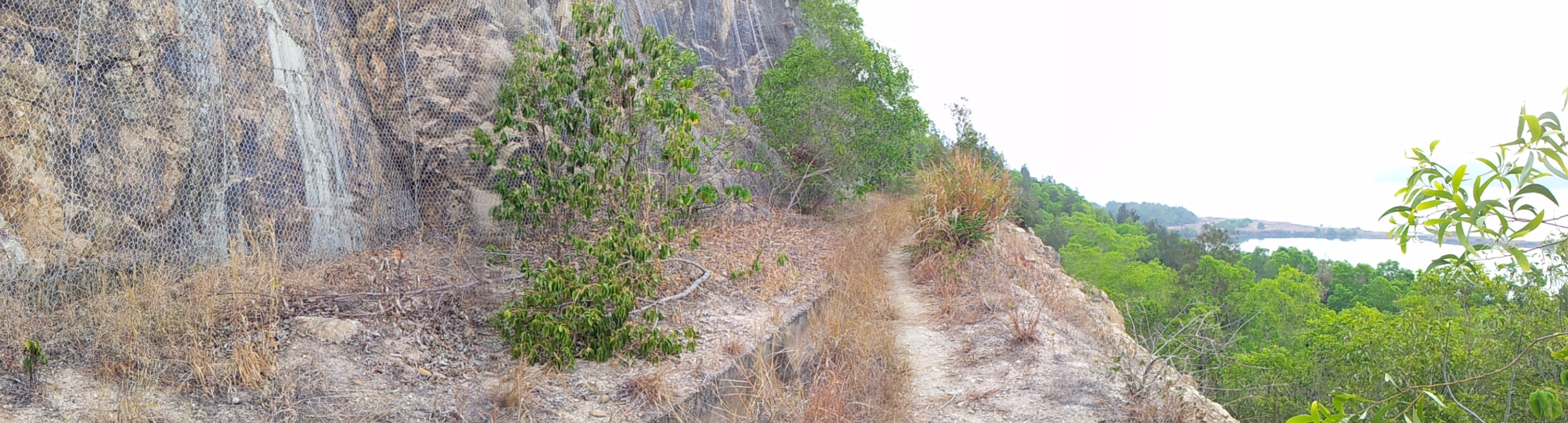
Ehemaliges Steinbruchgelände, Sok Kwu Wan – 索罟灣[8] 2013
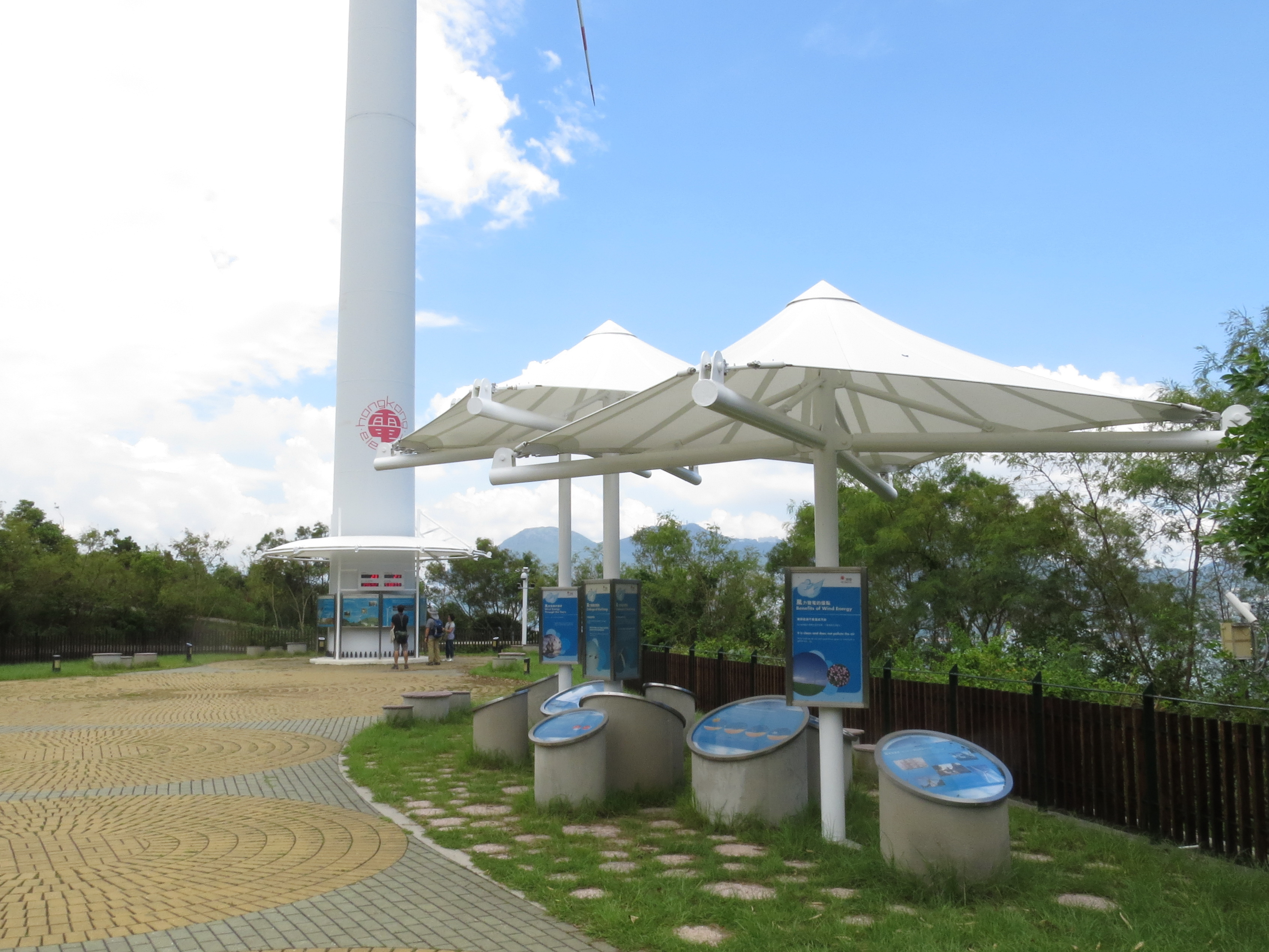
Lamma Winds, Tai Ling – 大嶺[33] 2012
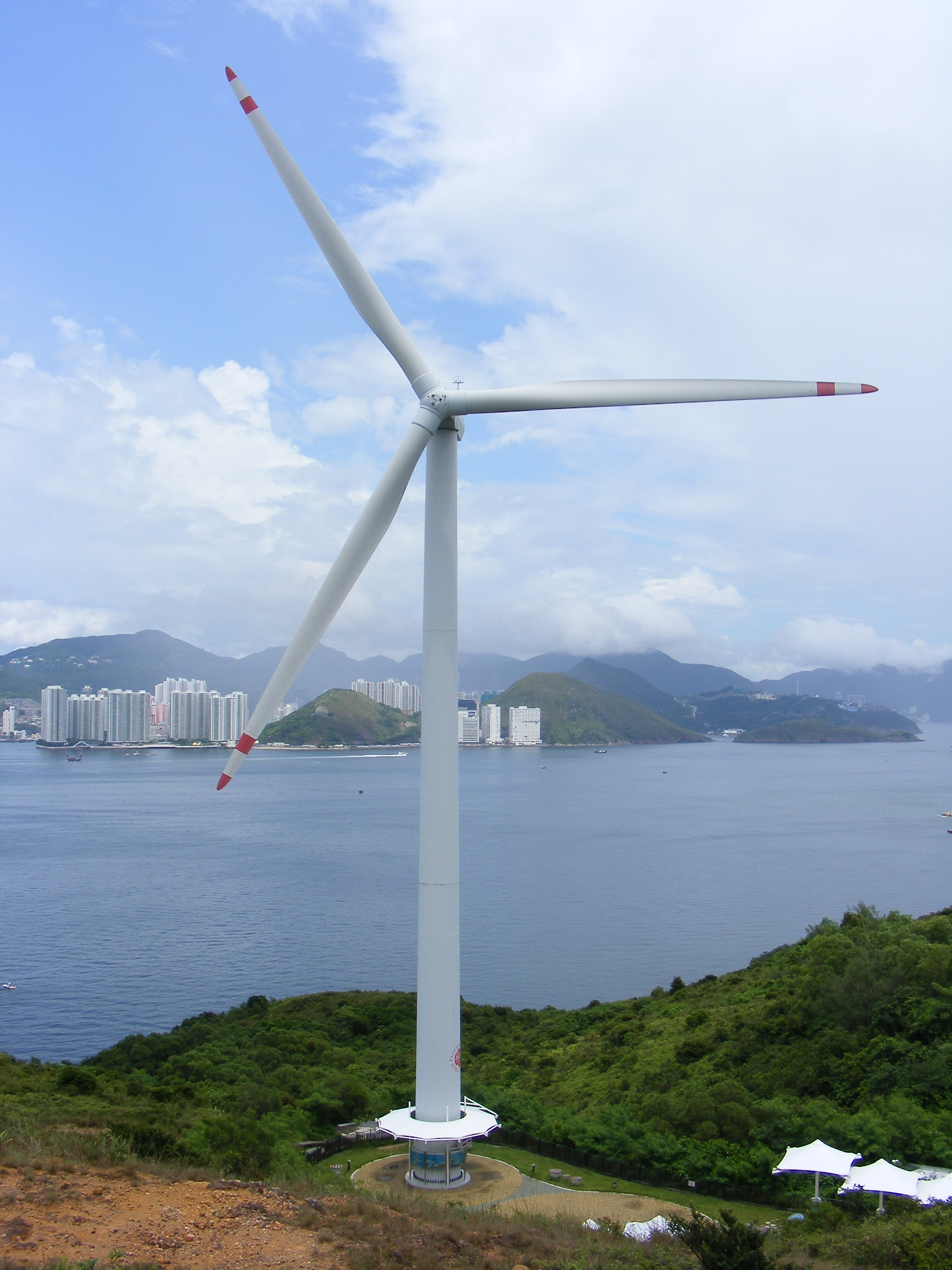
Windkraftanlage, 2010
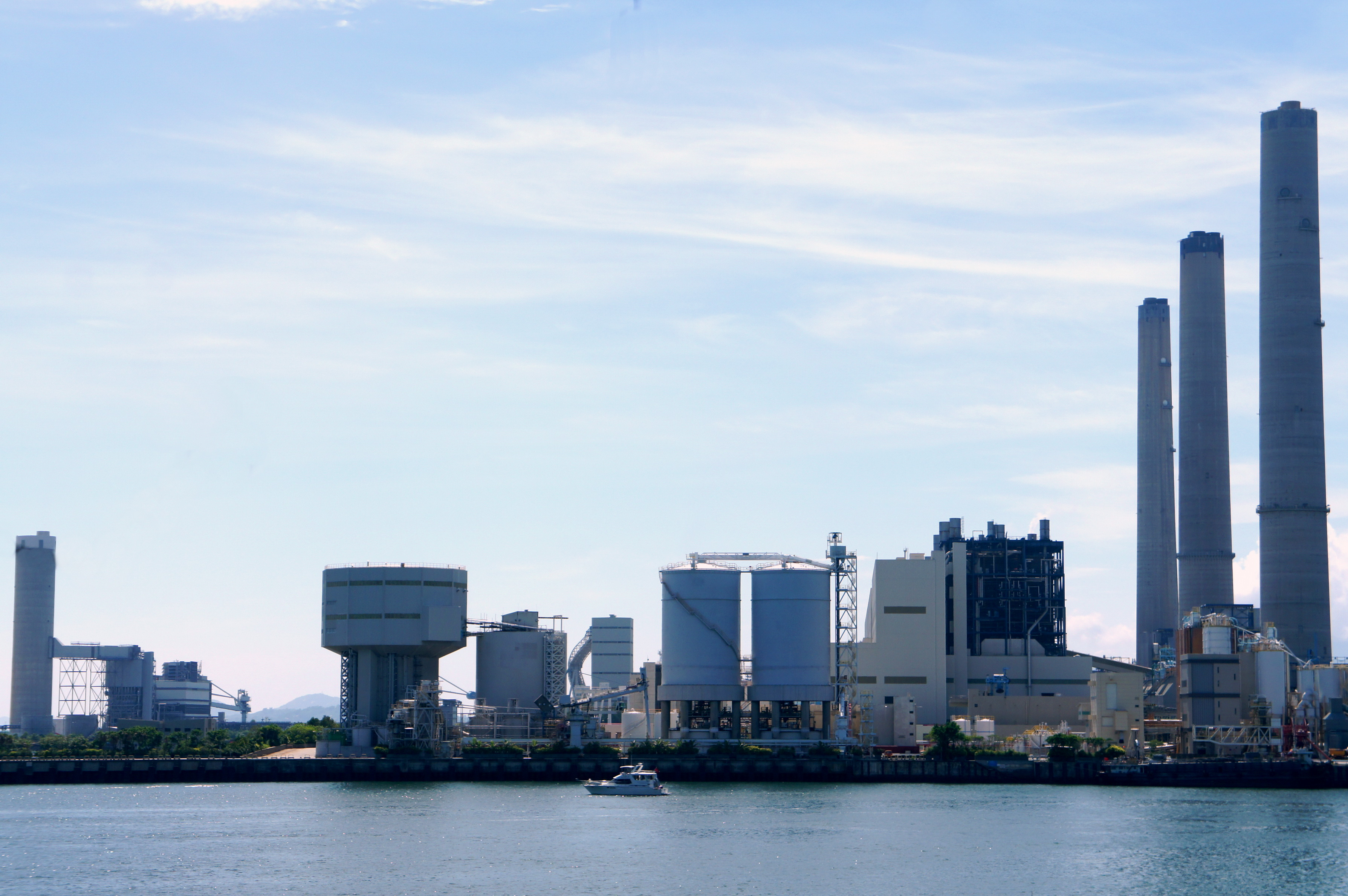
Lamma Power Station, Po Lo Tsui – 波羅咀[16] 2011